# 寺下知輝
寺下 知輝（てらした かずき、1993年2月19日 - ）は、日本の元男性声優。大分県出身。コペルを経て、東京俳優生活協同組合に所属していた。

## 略歴
2014年の第1回セガサミーグループ次世代声優オーディションで準グランプリを獲得。『洲崎西 THE ANIMATION』で声優デビューする。
2015年にコペルに所属。
2016年、『ツキプロ Music Grand Prix 2016』のオーディションに合格し、ツキクラ2期生として蔵前カズキ役を担当。
2018年10月末にコペルを退所し、同年12月1日より東京俳優生活協同組合に所属。
2020年11月末をもって東京俳優生活協同組合を退所。12月1日、退所をもって声優業を廃業したことを自身のTwitterで報告した。

## 人物
声種はハイバリトン。
特技としてマット運動を挙げている。趣味・スポーツとして柔道、ギター、麻雀、音楽・映画鑑賞、釣り、サバイバルゲーム、ボードゲームをそれぞれ挙げている。
コペル、東京俳優生活協同組合で同じく所属していた宮崎珠子は、同じオーディションで声優業を始めた同期。寺下の廃業の報告の際にも、宮崎から労いの言葉が送られている。

## 出演
太字はメインキャラクター。

### テレビアニメ
2015年
- 洲崎西 THE ANIMATION（男）

2016年
- ルパン三世 PART IV（警官B）
- 血液型くん!4（彼氏型）
- とんかつDJアゲ太郎（クラブ客、しぶかつ客）

2019年
- GRANBLUE FANTASY The Animation Season 2（帝国兵）

2020年
- LISTENERS リスナーズ（男子生徒A）

### OVA
- 学園ハンサム The Animation（2015年、薔薇門高校生徒）

### ゲーム
- シノビナイトメア（2017年、青龍烈士ミナト[7]）
- 劇団プリンス（2019年、医者、スタッフ、観客A）
- 誰ガ為のアルケミスト（2019年、ドライ[8]）
- 時の歌-終焉なきソナタ-（2019年）[9]

### ドラマCD
- 劇団アルタイル Twinking stars BLUE（2018年、蔵前カズキ[10]）
- Nightmare Kiss...（2018年、早乙女夢月[11]）
- 転生しまして、現在は侍女でございます。（2020年、アラルバート[12]）
- 聞く、演じる！日本昔のおはなし第十七巻（2020年、若者）

### ラジオ番組
- カスターニエンの木陰から（2018年）

### テレビ番組
※はインターネット配信。
- とびだせ！はぴすた学園（2017年、ニコニコ生放送※）

### 舞台
- 死にかけ男が転生目指して芸能界で頑張ります！〜しにてん〜（2017年9月13日 - 17日） - 閻魔大王 役
- ゲキジョウ！ アトラクティブシアターVol.3「スターダスト・インフェルノ End of Reboot」（2019年1月9日 - 1月14日、新宿村LIVE） - チームNeo[13]

### ミュージカル
- GO,JET!GO!GO!vol.12（2018年7月20日 - 29日、A-Garage） - Cチーム[14]

### 朗読
- カスターニエン「コミンカフェ・リヴァージュには俺様猫がいる。」（2018年6月29日・30日、武蔵野芸能劇場 小劇場）[15]

## ディスコグラフィ

### キャラクターソング
| 発売日        | 商品名                                                                  | 歌                     | 楽曲         | 備考                     |
| ------------- | ----------------------------------------------------------------------- | ---------------------- | ------------ | ------------------------ |
| 2018年3月14日 | 劇団アルタイル ソロシリーズコレクションアルバム -a galaxy of new stars- | 蔵前カズキ（寺下知輝） | 「Carry On」 | 『劇団アルタイル』関連曲 |
| 2018年3月14日 | 劇団アルタイル ソロシリーズコレクションアルバム -a galaxy of new stars- | 劇団アルタイル         | 「集合写真」 | 『劇団アルタイル』関連曲 |

### ユニットメンバー
1. ↑  麻布ノブアキ（岡延明）、市ヶ谷リンタロウ（井上雄貴）、大崎イズモ（古畑恵介）、霞サクヤ（荒一陽）、要タツヒコ（大海将一郎）、神谷トウマ（糸川耀士郎）、蔵前カズキ（寺下知輝）、護国寺ミカド（西野太盛）、駒込タイキ（熊谷大樹）、東雲ユウリ（市川太一）、渋谷ヨウスケ（小松準弥）、千川リツ（筆村栄心）、辰巳マキ（徳武竜也）、月島ヒジリ（菊地燎）、豊洲ダイスケ（仲島大輔）、永田イツキ（松岡一平）、中野タツヤ（飯塚達哉）、森下ショウゾウ（田村昇三）、両国ジュンペイ（馬場惇平）